# Xã Athelstane, Quận Clay, Kansas
Xã Athelstane (tiếng Anh: Athelstane Township) là một xã thuộc quận Clay, tiểu bang Kansas, Hoa Kỳ. Năm 2010, dân số của xã này là 119 người.